# Euderus magnificus
Euderus magnificus är en stekelart som beskrevs av Yoshimoto 1971. Euderus magnificus ingår i släktet Euderus och familjen finglanssteklar. Inga underarter finns listade i Catalogue of Life.